# Historismus v nábytkovém umění
Historismus v nábytkovém umění je termín používaný především ve středoevropském nábytkářství pro období přibližně od 30. let 19. století do jeho konce. Nejvíce se historismus v nábytkovém umění rozšířil v 2. polovině 19. století (přibližně mezi lety 1860 až 1900). Lze jej charakterizovat jako vědomý, do jisté míry romanticky zabarvený, návrat ke starším slohovým podobám. Obdobně jako v architektuře se inspiroval v předešlých historických epochách, především v gotice (neogotika), renesanci (neorenesance), baroku (neobaroko, druhé baroko) a rokoku (neorokoko, druhé rokoko). Dalšími zdroji inspirace se stalo čínské a japonské umění.
Ke konci 19. století a na přelomu 19. a 20. století historismus vyvrcholil v tzv. eklekticismus. Nábytek vyrobený v této době se vyznačuje mísením jednotlivých prvků z různých slohů v jeden celek.

## Nábytkářství historismu
Skoro celou polovinu 19. století nebyl nalezen slohový výraz a tvorba nábytku si vystačila s napodobováním všech předešlých slohů. Návrháři a výrobci nábytku napodobovali výzdobné prvky odpovídající danému slohu, tvarosloví nábytku a materiálovou skladbu za použití tradičních, ale i moderních výrobních procesů. Velká pozornost byla věnována povrchové dekoraci. Udrželo se a bylo užíváno plošné geometrické dýhování, které převládalo již od období biedermeieru.
Řemeslo v 19. století mělo stále ještě kvalitní kořeny, ale dekorace nábytku, které byly v minulosti výsledkem pečlivé práce řemeslníků, byly stále více nahrazovány typovými sériově vyráběnými ozdobami. Také skončila doba, kdy řemeslníci vyráběli nábytek na objednávku pro přímého objednavatele. Přestal být vyráběn nábytek s přesným určením a v plné míře se začal uplatňovat strojově vyráběný nábytek. Místo jednotlivých nábytkových kusů se začaly vyrábět nábytkové komplety ložnic, salónů, pánských pokojů. Uplatňovaly se sedací soupravy. Se zakládáním muzeí a stavbou veřejných budov souvisí i výroba nového typu mobiliáře – muzejní vitríny, knihovní stoly, sedačky do muzeí.
Průmyslová revoluce díky zdokonalením výrobních procesů přinesla nový materiál – litinu. Z litiny se odléval nábytek vhodný jak do exteriéru, tak interiéru. U levnějšího nábytku, především u neorenesančního, se také začaly ve větší míře používat prvky z umělého dřeva (směs pilin, pojiva a dalších přídatných látek), odlévaného nebo lisovaného do kovových forem. Typicky užívaným prvkem v období historismu bylo fládrování, tedy napodobování přírodní kresby dřeva pomocí barevných vrstev. Fládrování se ve větší míře započalo užívat již v období klasicismu, kdy byla započata stavba velkého množství veřejných budov, které byly vybavovány levným mobiliářem, jehož povrchová úprava se běžně prováděla fládrováním. To se později a po celé 19. století stalo naprosto běžnou povrchovou úpravou také pro nábytek chudších lidových vrstev a používalo se i ke zlevnění stavebních truhlářských prací (okna, dveře). Ruční a manufakturní výroba byla postupně nahrazována průmyslovou výrobou. Byly zjednodušovány výrobní postupy. Díky tovární výrobě se stal nábytek přístupný široké vrstvě obyvatelstva, je ale nutné rozlišovat nábytek určený na císařské a královské dvory a pro šlechtická sídla a nábytek určený pro měšťanstvo a nižší společenské třídy.
Evropskou módu zprvu ovlivňovala Francie, ale od 70. let 19. století, po pádu císařství, se těžiště vývoje interiéru a nábytku přesouvá do Anglie, Německa a střední Evropy. Od 80. let 19. století se stávají interiéry méně honosné. Pod vlivem národopisného studia se v nich uplatňoval stále častěji i lidový ornament .

## Typologie nábytku historismu

### Úložný nábytek
Typickým nábytkem byly různé druhy komod, skříní a vitrín, které přetrvávaly z předešlých období. Nově se začal vyrábět více specializovaný úložný nábytek, jako jsou např. skříně na dokumenty a vysoké elegantní zásuvkové skříně.
V 19. století se řada lidí věnovala sbírání dekorativních předmětů, proto rostla obliba prosklených vitrín. Oblíbená byla ze tří stran prosklená vitrína pro výstavu skleněných předmětů a keramiky. Novým typem úložného nábytku, převzatého z baroka, byly otevřené etažéry na stolní nádobí a zasklené knihovní skříně.
Typickou součástí jídelen bývaly bufet a příborník (též kredenc), které sloužily nejen k ukládání, ale hlavně k vystavování nádobí. Bufet byl nízký a rozměrný kus nábytku s širokou horní odkládací deskou, který sloužil k přípravě a odkládání jídel. Příborník byl vysoká zdobená skříň s mnoha policemi a s větším či menším počtem zásuvek. Příborníky byly v průběhu 2. poloviny 19. století obohaceny o prosklené nástavby. Zejména německá neorenesance se inspirovala renesančními kredencemi, ale dvířka nástavby byla opatřena zasklením, často ze skládaných skleněných terčíků zasazovaných do olověných pásků, obdélníků nebo šestiúhelníků, později i s malovanou vitráží. Zasklení se postupně stalo oblíbenou součástí úložného nábytku.

### Stolový nábytek
Vyráběla se široká škála typů stolů a stolků vycházejících z předešlých historických epoch. Jednotlivý stolový nábytek byl určen ke konkrétnímu účelu - jídelní stoly, psací stoly, karetní stolky, konzolové stoly apod. V domácnostech se používalo větší množství speciálně určených přenosných stolků, které často mívaly sklopnou desku, aby zabíraly minimum místa, když nebyly zrovna používány.
Znovu se dostaly do popředí jídelní stoly s rozkládací deskou kulisového nebo holandského typu. Dalším typem rozkládacího stolu byl tzv. butterfly, který se používal především jako kávový nebo karetní stolek.
K výzdobě menších stolových desek se používala tzv. mikromozaika. Byla to populární a vysoce ceněna zdobná technika používající miniaturních kostiček z barevného skla k vytváření složitých obrazců.

### Sedací nábytek
Využívány byly jednak staré formy sedacího nábytku, v jejichž konstrukci nenastaly žádné zásadní inovace, ale také vzniklo několik nových typů sedacího nábytku. Z taburetu doby Ludvíka Filipa vzniklo nízké, široké křeslo s podnožím zakrytým bohatě zřasenou látkou, zvané crapaud. Objevují se různé vícemístné pohovky a gauče, např. spojené dvojmístné křeslo ve tvaru písmene S nazývané vis-a-vis nebo confident (důvěrné), trojmístné křeslo podobného typu s názvem indiscret. Jiným dvojmístným typem bylo oboustranné křeslo dělené opěrákem pro dvě osoby sedící k sobě zády s názvem boudeuse (mrzout). Křeslo zvané Rothshild bylo vybaveno prošívaným polštářkem pod hlavu umístěným nad opěradlem nebo v jeho horní části. Hojně se vyskytovaly lenošky. V polovině 19. století se stalo oblíbeným kusem houpací křeslo.
Při výrobě sedacího nábytku byl kladen velký důraz na pohodlí. Proto se charakteristickým prvkem historizujícího sedacího nábytku stalo čalounění s přemírou čalounických dekorací (třásní, střapců). Začala se ve větší míře používat ocelová pera a potahy voskovanými pláty nebo ze štípané a lakované hovězí kůže. Používání spirálových pružin vedlo k tomu, že se zvětšovala tloušťka čalounění, aby nedošlo k probodnutí potahu sedáku. Ujalo se diagonální prošívání potahů za použití ozdobných, látkou potažených knoflíků, které umožňovalo pružné a současně pevné modelování formy čalounění.
K čalounění se začalo používat širšího spektra potahových materiálů (hedvábí, damašek, žakarové tkaniny). Potahové látky byly často velmi drahé, proto byl čalouněný nábytek přes den pokrýván ochrannými povlaky. Židle zdobily soustružené prvky, opěráky a područky byly zdobeny řezbou, často jen nasazovanou na základní konstrukci. Těžké kusy nábytku byly opatřovány porcelánovými či mosaznými kolečky.

### Lůžkový nábytek
Lůžkový nábytek historismu se sice inspiroval historickými slohovými tvary, v konstrukci však už technicky pokročil a uplatňoval lehčí rámové konstrukce. Jako nosná plocha se vedle vyskládaných prken používaly rámy s drátěným výpletem, ještě odpruženým horizontálně položenými spirálovými pery. V průběhu 2. poloviny a na konci 19. století se začaly také objevovat jednoduché kovové postele, nejprve železné, poté z mosazných profilů, jejichž ložní plochu již tvořily žíněné matrace.
Severní Amerika obohatila evropský sortiment nábytku v 19. století o patent výklopného lůžka, které se následně začalo vyrábět i v Evropě.

## Přehled vybraných historizujících slohů
Historizující styly se v rozličných zemích projevovaly různě, ale určitá základní forma byla společná všem. Obliba jednotlivých historizujících slohů se lišila stát od státu, navíc se jednotlivé styly různě prolínaly.

### Louis-Philippe Style
Louis-Philippe Style (styl Ludvíka Filipa), známý také jako tzv. rokokový biedermeier či pozdní biedermeier je styl nábytkového umění historismu pojmenovaný podle francouzského krále Ludvíka Filipa (vládl mezi lety 1830 až 1848), který kombinuje základní znaky biedermeierovského nábytku a rokokové prvky z let 1730 až 1760. Styl vychází ze základních forem rokoka, ale dává přednost redukci formy a výzdoby, nejde ale o kopírování jako u druhého rokoka. Od roku 1830 se postupně upouští od jednoduchých ploch a na nábytku se objevuje rokokový dekor a jemné křivky.
Mnohem více jde o zjednodušení a cenovou dostupnost nábytku. Zhruba v letech 1850 až 1870 byl styl Louis-Philippe nejrozšířenějším stylem zařízení v Evropě a stal se nejoblíbenějším stylem historismu jak mezi buržoazií, tak mezi šlechtou. Rozšíření mezi buržoazii je pochopitelné, protože občané si poprvé v historii mohou dovolit stejný typ nábytku, který byl obdivován u aristokracie.
Základem zůstává jako u biedermeieru plošné dýhování dekorativními dýhami. Řezba je zjednodušená, nábytek je bez velkého zlacení a složitých intarzií. Pohyb je naznačený pomocí křivek („c“ a „s“ křivky), zvlněných a zakřivených zásuvek. K výzdobě se dále používají voluty, rokaje, pilastrové pásy a hlavice. Hlavními druhy dřevin jsou ořech, mahagon a třešeň, které zůstávají totožné s biedermeierem.

### Neogotika
Neogotika vzniká na konci 18. a počátku 19. století a v různých podobách přetrvává až do konce 19. století. V počátcích lze spatřit využití gotických slohových prvků při stavbě kostelů a zámků, později se tyto prvky uplatňují v nábytkovém umění. Staré hrady, paláce a kostely jsou přestavovány v neogotickém slohu a jsou vybavovány neogotickým nábytkem. Neogotika byla tedy primárně vyhrazena pro církev, šlechtu a bohaté vrstvy obyvatelstva. V měšťanském prostředí se pro svůj posvátnější charakter příliš neujala.
Obecně neogotika nenachází široké uplatnění v žádné z tehdejších evropských zemích vyjma Anglie, kde zájem o středověkou Tudorovskou gotiku odstartovala rekonstrukce královského hradu Windsor v letech 1832 až 1842. Tento styl se řadí do Viktoriánského období, které je pojmenováno podle vlády královny Viktorie (vládla mezi lety 1837 až 1901).
Neogotické tendence v tvarování nábytku se objevovaly již v předešlém období Biedermeieru, kdy vznikla tzv. Biedermeierovská neogotika. Tento styl kombinuje prvky biedermeierovského nábytku s gotickým tvaroslovím.  K tomuto prolínání stylů došlo v době rozkvětu biedermeieru kolem let 1825/30 a je zvláště patrné v pozdním biedermeieru kolem let 1835/50, kdy vznikl skutečně hybridní nábytek, např. spodní část jednoho nábytkového kusu je biedermeierová a horní novogotická. Základem nábytku zůstává plošné dýhování z dekorativních dřevin, které je doplněno nejčastěji motivem lomeného oblouku.
Ve Francii se neogotika uplatňovala především ve 30. a 40. letech 19. století. Byla zde známa pod pojmenováním Style troubadour, Styl á la cathédrale nebo jen jako Moyen Âge (středověk). V tomto stylu vzniklo jen velmi málo nábytkových kusů.
Kolem roku 1890/1900 vznikla tzv. Alpská neogotika, pojmenovaná podle častého výskytu specifického neogotického nábytku v alpských oblastech. Tento nábytek se vyznačoval jednoduchostí a použitím jehličnatých dřevin.
Obecně se neogotický nábytek, vyjma nábytku ve stylu biedermeierovské gotiky a tzv. Alpské gotiky, vyznačuje tmavou barevností, plností forem a nápadnou vertikální orientací. Ve výzdobě nábytku se hojně uplatňuje lomený oblouk, fiály, věžičky, kraby, kružby a motivy troj- a čtyřlistů. Nejvíce používanými materiály byly dub a ořech. Nábytkové kusy byly často opatřovány větším množstvím pocínovaného železného kování, které bylo mnohdy nepřiměřeně tvarované.

### Neobaroko
Neobarokní nábytek vychází z baroka 17. a 18. století a prvořadý cílem bylo vytvářet co nejvěrnější kopie dobových originálů. Nábytek ve stylu neobaroka je oproti ostatním historizujícím slohům poměrně vzácný, protože zahrnoval povětšinou velké nábytkové kusy (skříně), které byly poměrně drahé a hodily se jen do velkých honosných prostor.
Mezi charakteristické znaky patří tordované sloupky, pilastry, akantové hlavice, voluty, zvlněné profilové římsy, boltcové a rostlinné ornamenty, intarzie a dýhování. Na čelních dveřích skříní se uplatňovala symetrická kazetová pole.

### Druhé rokoko
Druhé rokoko (též neorokoko) je charakteristické období středoevropského nábytkářství a uměleckého řemesla přibližně mezi lety 1830 až 1860. Znamenalo návrat k rokokové dekorativnosti a rozhodující inspirací bylo francouzské nábytkářství téměř celého 18. století. Druhé rokoko je zaměřeno na šlechtu a jeho jediným cílem bylo kopírovat honosné zařízení aristokracie včetně používání drahých a exkluzivních materiálů. Díky tomu bylo pro střední třídu nedostupné a není rozšířené mimo bohaté společenské vrstvy.
V německy mluvících zemích bývá nazýváno jako Zweites Rococo a stalo se oficiálním stylem Pruska a Rakouské monarchie a bylo zvláště oblíbené ve Vídni. Asi nejznámějším příkladem neorokokového stylu na území Habsburské monarchie jsou židle od firmy Thonet určené pro Lichtenštejnský palác ve Vídni.
Návrat k rokoku byl návrat ke křivkám, konkávním i konvexním. Charakteristické pro tento styl byly asymetrické dekory, prohnuté nohy a zvlněné tvarosloví. Nábytek byl jemnější a ladnější než nábytek neorenesanční. Typické bylo používání nejkvalitnějších místních i exotických dřevin, bohaté zdobení drahými kovy, intarzie, dýhování, zlacení, drahé mramorové desky, pozlacené bronzové apliky a kování a exkluzivní potahové látky.
Specifickým typem nábytku druhého rokoka je tzv. ebonizovaný nábytek druhého rokoka, který je založen na kontrastu černých dřevěných částí základní konstrukce s bohatě zdobenými zlacenými aplikami a kováním. Tento typ nábytku byl měně častý a jeho výroba byla patrně ovlivněna stylem Napoleona III.

### Neoklasicismus
Druhá polovina 19. století přinesla obnovený zájem o klasicismus. Ve Francii se tento styl nejvíce uplatňoval v době vlády Napoleona III. a císařovny Eugenie.

### Druhý empír – Styl Napoleona III.
Druhý empír známý také pod pojmenováním Sloh druhého císařství či Styl Napoleona III. je označení období francouzského nábytkářství, vymezeného vládou císaře Napoleona III. a císařovny Eugenie mezi lety 1852 až 1870. Styl nábytku Napoleona III. je charakterizován jako mnohostylový a eklekticky kombinující množství předešlých nábytkových slohů. Velký vliv na nábytkové umění v této době měla italská renesance, v pozdějších letech kombinovaná s prvky francouzského nábytkářství předešlých historických epoch. Vznikl tak styl kombinující renesanční prvky se stylem Ludvíka XIV., stylem Ludvíka XV., stylem Ludvíka XVI., stylem Regentství a empírem. Znakem této doby bylo, že nábytek měl prostřednictvím použití drahých a exkluzivních materiálů reprezentovat význam a bohatství majitele.
Typickým a převládajícím znakem tohoto stylu je kombinace černé barvy základního dřevěného korpusu a zlatých dekorací. Nábytek byl zdoben zlacenými bronzy, intarzií a složitým vykládáním. Objevuje se také bohatě intarzovaný nábytek, který kombinuje dýhy ze světlejších dřevin s černými linkami a perletí. K výrobě nábytku byla používána většinou tmavá dřeva, jako je eben a palisandr nebo ebonizované hrušňové dřevo (tj. černě mořené a leštěné). Důležitou roli hrály materiály jako je perleť, slonovina, želvovina, zlacený bronz a mosaz.
Boulle styl, hojně rozšířený za vlády Ludvíka XIV., zůstává nadále oblíbený u aristokracie až do 19. století a skutečné oživení získává zejména v éře orientované na luxus doby Napoleona III. Nábytek zůstává věrný originálům ze 17. a počátku 18. století. Boulleho marketerie je dekorativní vykládání plochy nábytku kombinací mosazi, želvoviny a dalších vzácných materiálů jako je např. perleť či modře zbarvený polodrahokam lapis lazuli. Korpusy jsou černé většinou z ebonizovaného dřeva a výzdoba nábytkových kusů je velmi bohatá, mosaz je převážně rytá. K výzdobě se dále užívá perleti, slonoviny, kosti a bohatě zlacených bronzových aplik.

### Neorenesance
Inspiračním zdrojem se pro neorenesanci stala italská renesanční a manýristická architektura a umělecké řemeslo 15. a 16. století. Hlavním požadavkem neorenesance bylo co možná nejvěrněji kopírovat dobové originály. Do roku 1870 hrála neorenesance v interiérech šlechty a měšťanstva podřadnou roli. Její obliba enormně vzrostla po založení Německého císařství v roce 1871 a záhy se stala německým národním stylem. V německy mluvících zemích bývá neorenesance označována jako Altdeutsch Stil (Staroněmecký styl). V 80. a 90. letech 19. století dominovala neorenesance ve všech honosných domech i bytech vyšší a nižší střední třídy v Německu a německy mluvících sousedních zemích.. Neorenesance zde zůstala v oblibě až do počátku 20. století.
Neorenesanční nábytek se uplatňoval především v jídelnách, ložnicích a pánských pokojích. Interiéry byly často zařizovány v temných a lomených barvách. Tmavé barvy nábytku navozovaly pocit honosnosti a vznešenost nejen bytových, ale i veřejných prostorů. Typickým nábytkovým kusem se stala fasádová skříň, jejíž výzdoba je přímo inspirovaná architekturou.
Nábytek se vyznačuje mimořádně bohatou architekturou a rozmanitou výzdobou. Pohledové strany jsou bohatě zdobeny řezbou a nejsou zde ponechány žádné volné plochy. Charakteristickými zdobnými prvky jsou sloupy, pilastry, hlavice, frontony, girlandy, bohatě tvarované římsy, zobrazení lidských a zvířecích postav a tváří, chimér, příšer, postav andělů a putti (nahé dítě podobné andílkovi). V oblibě byly tmavé dřeviny především dub a ořech, které nejvíce odpovídají renesanci. Na kování se používalo železo.
Styl Gründerzeit (německy Gründerzeit Stil) je německá varianta neorenesance v období pozdního historismu přibližně mezi lety 1880 až 1915. Pojmenování vychází z označení epochy německých dějin mezi lety 1871 až 1873 Gründerzeit („zakladatelská epocha“), která souvisela s obrovským hospodářským rozvojem země. Styl Gründerzeit se nejvíce uplatňoval v období vlády německého císaře Viléma (Wilhelma) II. Pruského (vládl mezi lety 1888 až 1918), proto bývá nazýván také jako Wilhelmovský styl.
Podoba nábytku vychází z neorenesance, ale ve výzdobě je značně redukována. Přestože se řezbářství nebrání, ve většině případů zůstává subtilní a nehraje významnou roli, ztrácí dominanci. Na nábytku byly ponechávány volné plochy, které byly dýhovány nejčastěji ořechovou dýhou. Hlavními výzdobnými prvky jsou sloupy, pilastry, balustrové kuželky, akantové listy a voluty. Použití dýhy a zjednodušení řezbářských prací zlevnilo výrobu nábytku. Nábytek se stal cenově dostupným pro široké vrstvy společnosti. Tento styl se stal nejrozšířenějším a nejoblíbenějším historizujícím stylem na území dnešního Německa.
Neorenesance ve Francii bývá označována jako Henri II. style (název odkazuje na francouzského krále Jindřicha II., který vládl ve Francii v období renesance). V základním provedení francouzská neorenesance odpovídá neorenesanci sousedních zemí. Vyskytují se zde však různé krajové odlišnosti ve výzdobě a použitém materiálu, např. zvláštností je, že v okolí Bretaně se k výrobě používalo kaštanové dřevo.